# Golfplatz Oberkirch
Der Golfpark Oberkirch ist ein Golfplatz in Oberkirch in der Zentralschweiz mit 36 Spielbahnen. Er umfasst eine 18-Loch-Anlage, eine 9-Loch-Anlage und eine Anlage 9-Loch Pitch & Putt, eine Driving Range, ein Pitching Green und ein Chipping/Putting Green sowie ein mit einem Restaurant kombiniertes Clubhaus.

## 18-Loch-Anlage
Die Löcher 1 bis 9 (Front Nine) verlaufen in zwei Halbkreisen. Die ersten vier Löcher liegen innen. Ab dem 5. Loch verläuft der Kurs um die ersten Löcher herum. Aufgrund des modernen Routings befindet sich das 9. Green sehr nahe beim Clubhaus. Die Löcher 10 bis 18 (Back Nine) liegen vorwiegend im südlichen Teil des Platzes. Ab der Saison 2011 wurden die Front und Back Nine getauscht.

## 9-Loch-Anlage
Eher kurze, aber deswegen nicht unbedingt einfache Spielbahnen, welche in gut zwei Stunden zu spielen ist.

## 9-Loch-Anlage Pitch & Putt
Trainings- und Spielmöglichkeit für Golferinnen und Golfer. Anfängerinnen und Anfängern zugänglich, für erste Erfahrungen mit dem Golfsport. Die Spielbahnen sind zwischen dreißig und siebzig Meter lang, der Schwierigkeitsgrad tendenziell gering.

## Sonstige Infrastruktur
Neben der 18-Loch-Anlage und den beiden 9-Loch-Anlagen befinden sich noch weitere Gebäude und Spielflächen auf dem Gelände des Golfplatzes Oberkirch.
Im Clubhaus befindet sich das Sekretariat, das Restaurant und ein Golfshop. Im Untergeschoss befinden sich technische Räume und Lager sowie ein Caddyraum mit etwa 320 Boxen. Im Obergeschoss befinden sich Duschen und ein Seminarraum. Das Clubhaus liegt direkt am 9. Loch und ist nur durch den See von ihm getrennt.